# Domenico Barberi
Domenico Barberi, Domenico della Madre di Dio, född 22 juni 1792 i Viterbo, död 27 augusti 1849 i Reading, var en italiensk passionistpräst och teolog. Han blev passionist 1814, prästvigdes 1818 och verkade från 1842 som missionär i England. 1845 upptog han John Henry Newman i Kyrkan. Domenico Barberi saligförklarades av påve Paulus VI år 1963.

## Bilder
| - Salige Domenico Barberis grav. |